# 瓦利斯
瓦利斯（Waris）是印度尼西亚巴布亚省奇隆县的行政中心，位于巴布亚省东北部，东距巴布亚新几内亚边境7千米。有公路连接省会查亚普拉。2010年统计，瓦利斯区（印尼语：Distrik Waris）共有3,052人。
瓦利斯也是奇隆县所属的瓦利斯区（Distrik Waris）行政中心，瓦利斯区下有6个村（desa）。

## 资料来源
1. ↑  Biro Pusat Statistik, Jakarta, 2011.

- https://web.archive.org/web/20170329093155/http://www.kemendagri.go.id/media/filemanager/2010/01/29/0/_/0._induk_kec.pdf